# Bruno Ferretti

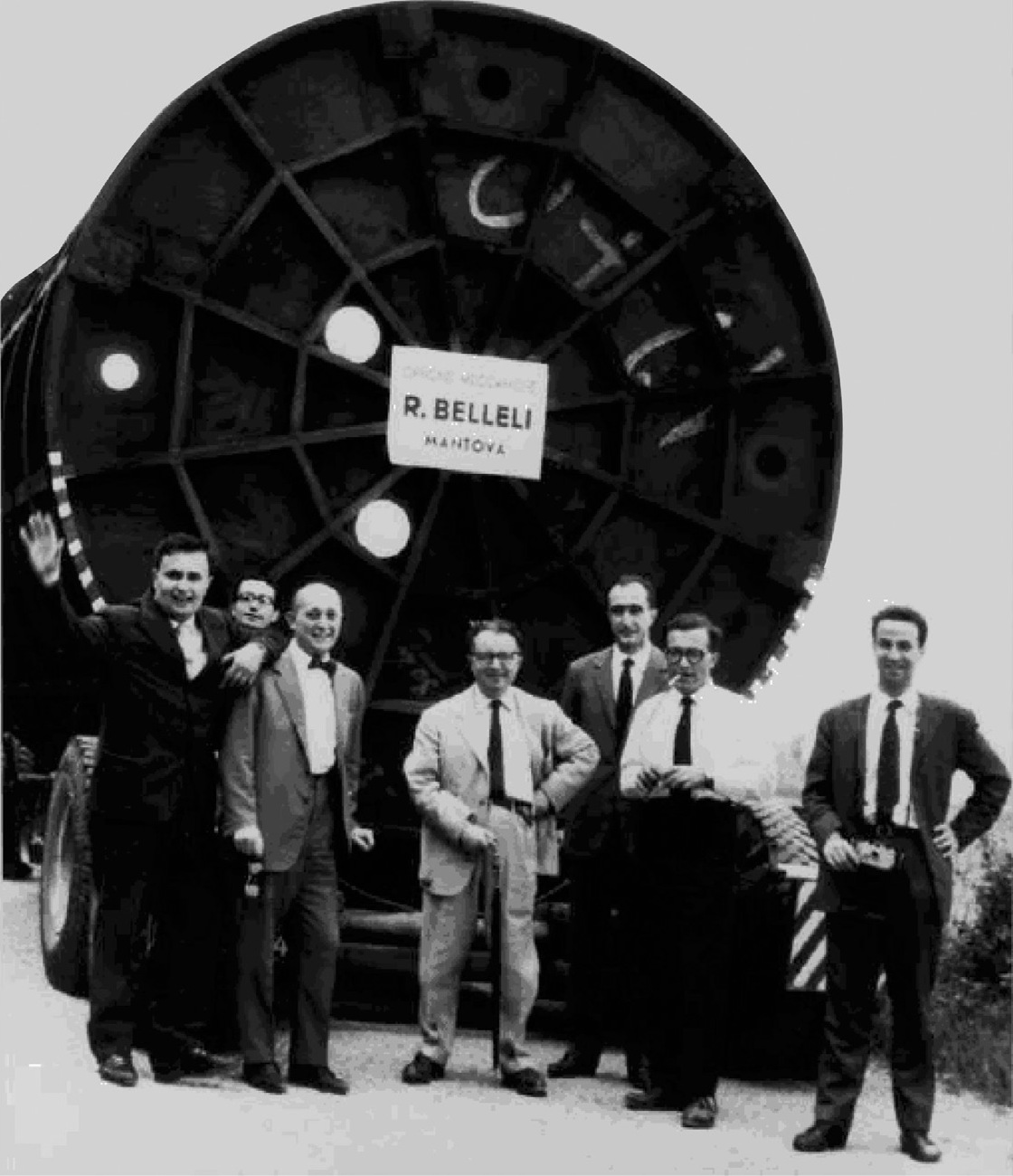
Franco Casali, Arnaldo Chiarini, Bruno Ferretti, Raimondo Manzini und Ferrante Pierantoni vor dem Container des Reaktors RBI des Labors von Montecuccolino bei Bologna 1961

Bruno Ferretti (* 1913 in Bologna; † 11. August 2010) war ein italienischer Elementarteilchenphysiker.
Ferretti studierte in Bologna und wurde 1937 Mitglied der Gruppe von Enrico Fermi in Rom auf dessen Einladung hin. Als Fermi Italien 1938 verließ, um in die USA zu gehen, schlug er vor, dass Ferretti seine Vorlesungen übernahm. 1947 wurde er Professor an der Universität Mailand und 1948 in Rom. Er gehörte in Rom mit Edoardo Amaldi zu den Gründungsmitgliedern des CERN. 1957 war er erster Direktor der CERN Theoriegruppe in Genf. 1959 wurde er von Markus Fierz abgelöst und ging nach Bologna, wo er bis 1988 Professor für theoretische Physik war.
Ferretti arbeitete zunächst über Kosmische Höhenstrahlung (mit Gilberto Bernardini, Oreste Piccioni, Gian Carlo Wick) und dann über Quantenfeldtheorie. Zuletzt befasste er sich mit grundlegenden Fragen der Quantenmechanik und Gravitationswellendetektoren. Er befasste sich auch mit spekulativen Ideen (wie einer Neutrinotheorie des Lichts), statistischer Mechanik, Kernphysik und entwickelte einen neuen Kernreaktortyp, dessen Prototyp nahe Bologna gebaut wurde.